# Stara Synagoga w Lipnie
Stara Synagoga w Lipnie – nieistniejąca synagoga w Lipnie w woj. kujawsko-pomorskim.
Synagogę zbudowano w XIX wieku. W czasie II wojny światowej synagoga została zdewastowana przez Niemców. Po wojnie była użytkowana jako kino.